# 默尔特河畔邦-克莱夫西
默爾特河畔邦-克莱夫西（法語：Ban-sur-Meurthe-Clefcy，法語發音：[bɑ̃ syʁ mœʁt klɛfsi]）是法国大東部大區孚日省的一个市镇，属于孚日圣迪耶区。该市镇于1995年由原市镇默尔特河畔邦（Ban-sur-Meurthe）和克莱夫西（Clefcy）合并而成。

## 地理
默尔特河畔邦-克莱夫西（48°10'21"N, 6°58'45"E）面积45.04 平方千米，位于法国大東部大區孚日省，该省份为法国东北部内陆省份，北起默兹省和默尔特-摩泽尔省，西接上马恩省，南至上索恩省和贝尔福地区省，东临上莱茵省和下莱茵省。
与默尔特河畔邦-克莱夫西接壤的市镇（或旧市镇、城区）包括：弗赖兹、普兰凡、勒瓦尔坦、克松吕普隆热默、阿努尔德、热贝帕勒。

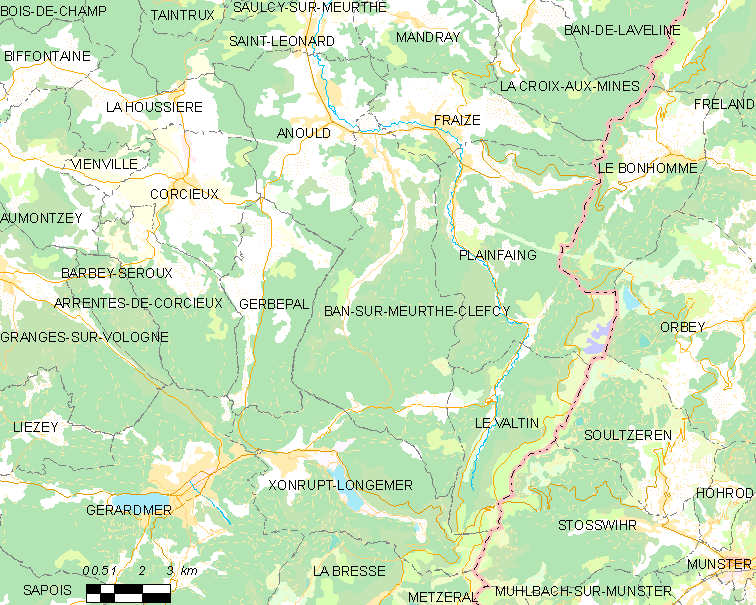
默尔特河畔邦-克莱夫西的OSM定位图

默尔特河畔邦-克莱夫西的时区为UTC+01:00、UTC+02:00（夏令时）。

## 行政
默尔特河畔邦-克莱夫西的邮政编码为88230，INSEE市镇编码为88106。

## 政治
默尔特河畔邦-克莱夫西所属的省级选区为热拉尔梅县。

## 人口

1962-2008年间默尔特河畔邦-克莱夫西人口变化图示

默尔特河畔邦-克莱夫西于2022年1月1日时的人口数量为961人。